# Luis Emilio Batallán
Luis Emilio Batallán González (Santiago de Compostela, 18 de septiembre de 1948) es un médico, compositor, músico y cantautor español que inició su actividad musical en los años 70. Su primer elepé, Ahí ven o maio, se convirtió en el disco más vendido en gallego y alcanzó alrededor de medio millón de ventas.

## Biografía
Luis Emilio Batallán estudió medicina en la Universidad de Santiago de Compostela.  Hijo de Luis Batallán Pena, médico rural y alcalde de Moraña (Pontevedra), y de Ofelia González Taboada, farmacéutica, siguió la estela profesional de su padre, pero inmediatamente compatibilizó la medicina con la música, su verdadera vocación. Al terminar la carrera en Santiago fue a hacer prácticas de cirugía a Madrid. Por su piso de la calle del Pez, donde ensayaba sus canciones,  coincidían conocidos jóvenes gallegos como Manuel R. Moldes, Vicente Araguas o Cándido Conde-Pumpido y otros amigos como Moncho Alpuente o Joaquín Sabina. En 1975 edita su primer disco, hasta la fecha el más vendido en gallego: "Ahí ven o maio", pero que lamentablemente no tuvo continuidad y hubo que esperar casi dos décadas para la salida del segundo.

### Primera época musical: 'Ahí ven o Maio'
Ahí ven o Maio, su primer disco, editado en una época muy prolífica de Luis Emilio, vendió cerca de medio millón de copias, una cifra elevadísima para la música gallega de la época. En este elepé musicalizó a Álvaro Cunqueiro. en su poema No niño novo do vento, remasterizado con el título «Quen poidera namorala». También  musicaba poemas de Curros Enríquez, Celso Emilio Ferreiro, Ramón Cabanillas y Rosalía de Castro. En la grabación del disco participaron músicos pontevedreses, como el guitarrista José María González,  y llevaba como portada un dibujo original del pintor de Pontevedra Manuel R. Moldes.  
El éxito se consiguió al encontrar Luis Emilio un espacio destacado como tercera via en la música gallega entre la canción política y de protesta social de Voces Ceibes y la música popular y discotequera de Andrés do Barro. Con una grabación muy cuidada, realzada por la voz pegadiza de Batallán, la atractiva portada de Manuel R. Moldes, los arreglos y la flauta de Carlos Cárcamo, la guitarra de José María, la gaita de Gustavo Díaz, el acordeón de Susana Martín y los coros de Mabel y Carmen,  que unidos a las excelentes letras de los mejores poetas gallegos, musicadas con folk progresivo, lograron concebir un disco que ha sido el más vendido de la historia de la música gallega.
La letra original de la canción más conocida del disco, "Ahí ven o maio", dice: "Ahi ven o maio, de frores cuberto, puxeronse a porta, cantandome os nenos, os puchos furados, pra min extendendo, pedironme crocas, dos meus castiñeiros. Pasai rapaciños, calados e quedos, que o que é polo de hoxe, que darvos non teño, eu sonvos o probe: o povo galego, pra min non hai maio, pra min sempre é inverno. Cando eu me atopare, de donos liberto, que o pan non mo quiten, trabucos e préstemos que, coma os do abade, frorezan meus eidos, chegado haberá enton, o maio que eu quero. Queredes castañas, dos meus castiñeiro, cantademe un maio, sen bruxas nin demos,un maio sen segas,usuras nin preitos,".

### Segunda época
En 1990 Luis Emilio Batallán volvió a la música, que nunca había abandonado como cantautor, pero sin nuevas producciones desde 'Ahi Ven o Maio', y editó Ballet da nena, con letras propias y de Uxío Novoneyra, Neira Vilas, Rosalía de Castro, Celso Emilio Ferreiro y Manuel Antonio.  Y en el año 1992 grabó Eres un fármaco.
Luis Emilio Batallán publicó su cuarto disco en 2007, Tu retrato. En este elepé participaron Pablo Milanés y Joaquín Sabina.
En 2014  grabó Había que chegar, y en 2016,  70 y 29.

## Vida personal
Luis Emilio Batallán está casado y tiene cuatro hijos. Fue médico de familia en Moraña (Pontevedra).
Es tío de Ofelia de Masterchef

## Reconocimientos
- En el año 2014 se le concede el premio al Patrimonio Musical Gallego.

- En 2017 el Premio de la Crítica Gallega, en la categoría de música.

## Discografía
- Aí ven o maio (1975)
- Ballet da nena (1990)
- Eres un fármaco (1992)
- Tu retrato (2007)
- Había que chegar (2014)
- 70 y 29 (2016)